# Wikimarketing
Wikimarketing es el término empleado para referirse a las técnicas o herramientas de marketing que intentan explotar los wikis para producir incrementos en "reconocimiento de marca" (brand awareness), mediante creación y actualización de artículos de un producto o empresa. El wiki más usado es Wikipedia. El principal objetivo es incrementar credibilidad, exposición, legitimidad y optimización en el posicionamiento en buscadores.
Es un tipo de mercadeo digital y el término comenzó a usarse con varios significados en 2008. Otras fuentes lo clasifican como new media marketing bajo el término de wiki marketing.

## Controversia
Actualmente existen empresas de relaciones públicas o marketing en línea que ofrecen servicios de wikimarketing. Se han producido varios conflictos entre estas empresas y la Fundación Wikimedia., donde se tienen opiniones encontradas acerca de las ediciones remuneradas en Wikipedia.